# Minecraft (франшиза)
Minecraft — франшиза, яка складається з п'ятьох відеоігор (Minecraft, Minecraft: Story Mode, Minecraft: Earth Minecraft: Dungeons та Minecraft: Legends), а також різноманітних побічних продуктів: коміксів, книжок тощо, які разом із відеоіграми розширювали та доповнювали всесвіт Minecraft.
Також з 2010 року розробники ігор проводять щорічний фестиваль MineCon, на якому презентують оновлення до оригінальної гри, а з 2018 року ще й нові частини франшизи. Починаючи з 2017 року MineCon відбувається у вигляді прямої трансляції, яку можна дивитись по всьому світу.

## Історія
Серія була створена в 2009 році, коли вийшла альфа-версія гри Minecraft. У 2010 році була випущена бета-версія гри. Офіційно ж Minecraft з'явився 18 листопада 2011 року. Пізніше гру випустили на різних платформах.
У 2015 році вийшла пригодницька відеогра Minecraft: Story Mode, що оповідає про пригоди чотирьох друзів у кубічному світі, що стикаються з міфічними героями і неймовірним злом, яке їм і прийдеться побороти. Результати битв, долі персонажів та інші елементи сюжету залежать від численних виборів самого гравця. Наприкінці 2017 року вийшов другий сезон гри, що продовжив історію.
У 2018 році розробники заявили, що прагнуть розширювати франшизу новими іграми. На MineCon 2018 була анонсована Minecraft: Dungeons.
17 травня 2019 року франшизі виповнилось 10 років, тому Mojang Studios анонсували мобільну відеогру з технологією доповненої реальності — Minecraft Earth. 25 травня припинилася підтримка Minecraft: Story Mode і відтоді його неможливо придбати на офіційних ресурсах чи магазинах.
16 липня того ж року почався закритий бета-тест Minecraft Earth. 17 жовтня гра перейшла у ранній доступ, а 11 грудня в глобальний.
26 травня 2020 року вийшла четверта відеогра Minecraft: Dungeons, що стала представником жанру dungeon crawl. Головні герої протистоять Архізлодіянину, що під впливом таємничої Сфери Панування і за допомогою своєї армії знедолює навколишні землі, руйнуючи мирні селища. Доповнення під назвою Jungle Awakens вийшло 1 липня, а вихід анонсованого Creeping Winter планується на 1 вересня 2020 року.

## Відеоігри
| Назва                 | Дата виходу                                                                 |
| --------------------- | --------------------------------------------------------------------------- |
| Minecraft             | 17 травня 2009 (перший публічний реліз) 18 листопада 2011 (офіційний вихід) |
| Minecraft: Story Mode | 13 жовтня 2015                                                              |
| Minecraft Earth       | 11 грудня 2019 (глобальний доступ)                                          |
| Minecraft: Dungeons   | 26 травня 2020                                                              |

## Фільми

### Minecraft: Історія Mojang
Документальна стрічка про створення Minecraft з коментарями від багатьох розробників, ігрових критиків (Тодд Говард, Тім Шефер, Пітер Моліньє та інші) і гравців. У фільмі йдеться про вплив, популярність і спадщину гри. Кошти для зйомок «Minecraft: Історія Mojang» були зібрані на вебресурсі Kickstarter. Зйомками зайнялася кінокомпанія 2 Player Productions. Музичний супровід був створеним Деніелєм Розенфельдом (за сумісництвом композитором гри) та кількома іншими музикантами.
Прем'єра відбулася 22 грудня 2012 року на Xbox Live.

### Minecraft: Фільм
Уперше про розробку повноцінного ігрового кінофільму, заснованого на відеогрі Minecraft було заявлено Маркусом Перссоном 28 лютого 2014 року в його твіттер-акаунті. За його словами Mojang співпрацюватиме з Warner Bros. Pictures, а через кілька днів після офіційного анонсу проєкту розпочався процес написання сценарію. Того ж року операційний директор Mojang Ву Буй оголосив, що фільм знаходиться у дуже ранній розробці та готується високобюджетним, тому не вийде до 2018 року. У червні 2016 року анонсували дату виходу кінострічки — 24 травня 2019 року, проте ближче до цієї дати вона була відхилена і для проєкту почався набір нової команди.
На початку січня 2019 року Пітер Соллетт був оголошений як режисер фільму, Джон Берг стане продюсером, а Джон Спейтс виконавчим продюсером. Описаний і сюжет картини — вона розповість про дівчинку-підлітка, яка зі своїми друзями повинна захистити свій кубічний світ від дракона Краю. 4 березня 2022 року стало новою датою виходу. Автором остаточного сценарію виступить Еллісон Шродер, що раніше працювала над анімаційним фільмом «Крижане серце 2».

### Інше
Кубічний світ Minecraft з'явився як одна з локацій Оази у фільмі 2018 року «Першому гравцю приготуватися» на основі однойменної книги. Ця поява підтверджує той факт, що Warner Bros. має права на екранізацію гри та займається нею.

## Головні герої
Спершу головним героєм. тобто тим, ким керує гравець Minecraft був Стів — піксельний чоловічок, одягнутий у бірюзову футболку та фіолетові штанці. Раніше Стів мав бороду (яку багато гравців вважали посмішкою), проте її видалили у бета-версії. Також у версії 1.8 додали другий стандартний скін (іншої моделі; руки шириною не в 4 пікселі, як у Стіва, а 3) — Алекс, дівчину з рудим волоссям у зеленій блузі та коричневих брюках. Визначення цих скінів як «чоловічий» і «жіночий» не зовсім коректне, тому що за задумом розробників у грі немає статі. Після покупки ліцензії гри гравцеві присвоюється стандартний скін Стіва або Алекс. За можливості гравець може змінити скін на протилежний. У якості першоквітневого жарту у 2014 році скіни усіх гравців були змінені на селян з гри, проте на наступний день все повернулось.
Починаючи з версії Alpha v.1.2.2 вигляд ігрового персонажа можна змінювати. Для цього потрібно створити скін, тобто PNG-файл форматом 64х64 пікселів (для Bedrock Edition доступний формат 128х128). В оновленні Bountiful Update (версія 1.8) розробники гри додали другий шар для скінів, який можна вмикати і вимикати. Таким чином гравці можуть створювати скіни-трансформери, комбінуючи шари. Наприклад, у намальованого персонажа є різні аксесуари (браслет і окуляри), проте їх можна ніби «зняти» під час гри у мультиплеєрі. На консольних виданнях Minecraft (Xbox 360 і PlayStation 3) вперше були додані пакети скінів, серед яких були Стів та Алекс, проте в інших костюмах (до прикладу Стів у діловому смокінгу чи Алекс у лижному костюмі). Пізніше різноманітні платні пакети скінів (включаючи засновані на інших франшизах, таких як Зоряні війни, Історія іграшок тощо) були додані на Bedrock Edition. До того ж у Bedrock-версії з'явився редактор персонажа, де гравець може комбінувати елементи одягу, щоб створити власного героя замість того, щоб малювати його у графічному редакторі чи спеціальній програмі.
У сюжетній відеогрі Minecraft: Story Mode 2015 року головним героєм є Джессі (хлопець чи дівчина, залежить від вибору на початку гри), що живе у домі на дереві, разом зі своїми друзями — Олівією, Акселем і поросям Рубеном. Пізніше в грі з'являється Петра, що приєднується до команди головних персонажів. За сюжетом раніше існував Орден Каменю, об'єднання героїв з усього світу, яке складалося з Габріеля-воїна, редстоун-інженерки Елегард, Магнуса-розбійника та Сорена-архітектора.
Для Minecraft Earth було створено редактор персонажа, подібно до того, що вже є у Bedrock Edition.
У Minecraft: Dungeons можна грати від одного до чотирьох гравців. Кожен може обрати свій скін з 28 доступних (+ 6 з доповненнями). Проте канонічними для сюжету є наступні четверо — Хел, Хедвіґ, Хекс і Велорі. Вони з'являються у головному меню, фінальній кат-сцені та рекламній кампанії. В залежності від вибору ігрового персонажа не будуть змінюватися його характеристики чи навички, тільки зовнішній вигляд.